# Constanza (Alemania)
Constanza (en alemán: Konstanz, pronunciación: /kɔnˈstant͡s/ⓘ) es una ciudad alemana del estado federado de Baden-Wurtemberg ubicada en la orilla sur del lago de Constanza (Bodensee en alemán) y fronteriza con Suiza. Es la ciudad más grande y de mayor densidad poblacional de este gran lago, el más extenso de Alemania, alimentado por el río Rin y que comparte con dos países más: Suiza y Austria. La ciudad de Constanza forma un solo casco urbano real junto con la localidad suiza de Kreuzlingen, sobrepasando entre ambas los 100.000 habitantes.
Hay un puente que divide la ciudad en dos zonas, bajo el cual el Rin alimenta el lago de Constanza.
A pesar de ser una ciudad pequeña, su climatología la convierte en destino turístico e incrementa notablemente sus habitantes estacionales.

## Historia
Los primeros pobladores atestiguados de la zona fueron pueblos celtas, siendo posteriormente los romanos quienes fundaron la ciudad, instalando una fortificación en el siglo III d. C. y bautizándola en honor del emperador Constantino I el Grande.
En el año 1183 la ciudad fue el escenario en el que Federico I Barbarroja firmó la paz con los lombardos (Paz de Constanza).
Ciudad imperial libre desde 1213, por su posición estrátegica como puente sobre el Rin, entre los siglos X y XIV se convirtió en un importante paso y plaza comercial que unía el este de Europa, Italia y Francia, siendo de especial importancia dentro de la venta de pieles, lino y especias.
Entre 1414 y 1418 se celebró en esta ciudad el Concilio de Constanza, que dio fin al Cisma de Occidente y favoreció el reconocimiento y el crecimiento de la ciudad. Ésta, que apenas tenía escasos miles de habitantes anteriormente, tuvo que acoger durante años a decenas de miles de personas, muchas de ellas las poderosas de Europa. El concilio, al comienzo del cual llegó a haber incluso tres Papas diferentes, concluyó con la elección como tal de Martín V. Este hecho la convierte en una de las escasas ciudades europeas donde se ha elegido un Papa y la única en suelo alemán que goza de este honor. Otro hecho histórico de este periodo en la ciudad es que fueron quemados en la hoguera el reformador Jan Hus (1415) y Jerónimo de Praga (1416). Derrotada la Liga de Esmalcalda, en la que estaba incluida fue anexionada durante casi tres siglos, entre 1548 y 1805, a Austria, como posesión de los Habsburgo.

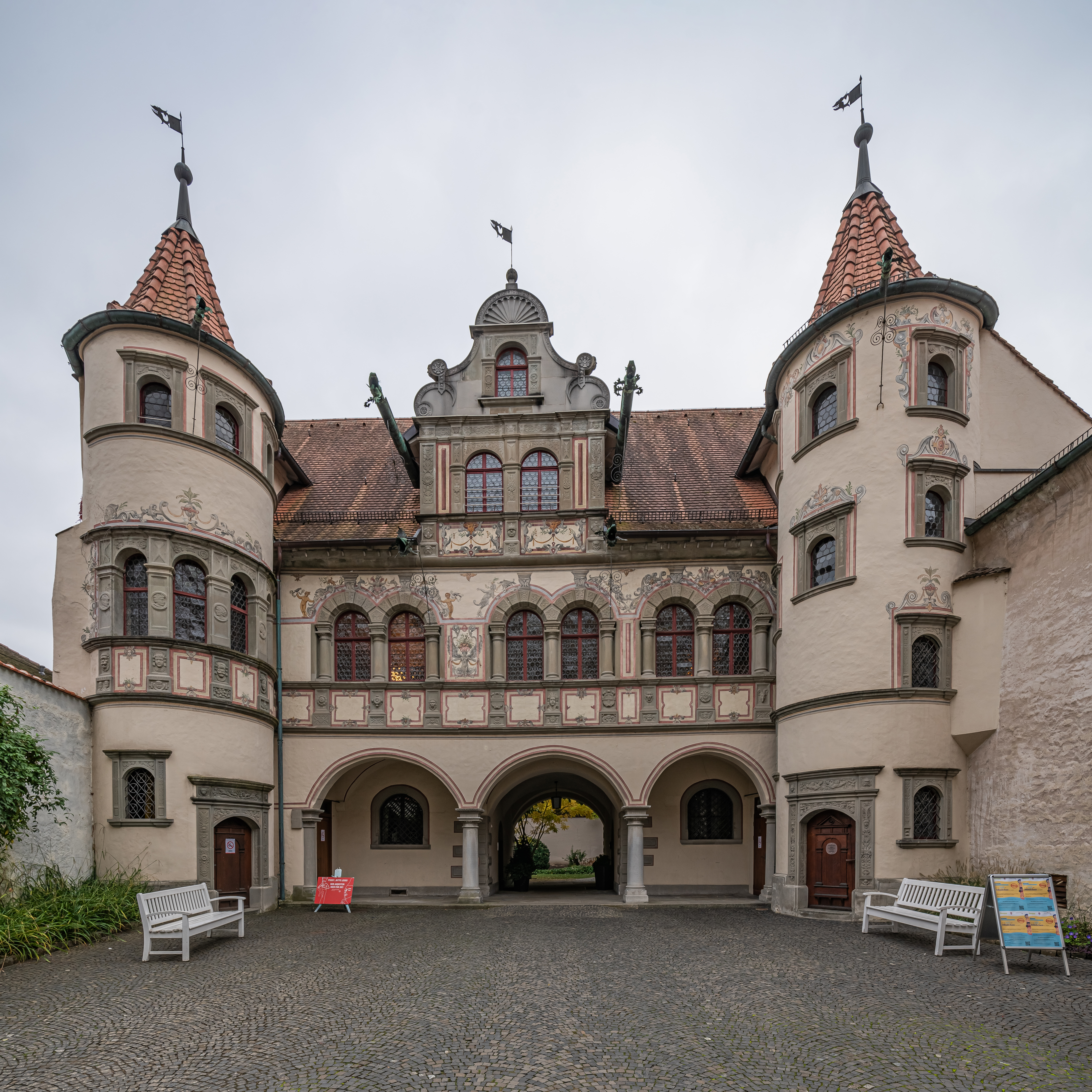
Edificio del Ayuntamiento de la localidad (patio interior)

Sitiada durante la guerra de los Treinta años por las tropas suecas en 1633, no pudo ser ocupada debido a la defensa de los aliados católicos.
A comienzos del siglo XIX y como consecuencia de las guerras Napoleónicas, fue ocupada por tropas francesas en 1799 y 1805. Un año después el territorio que comprende pasó a formar parte del Gran Ducado de Baden. Acabado el  Congreso de Viena en 1815 se adhirió a la Confederación Germánica y al Imperio Alemán en 1871.
En el año 1952 se integró dentro del nuevo estado federado (Land) alemán de Baden-Wurtemberg, formado por la unión de ambas regiones.
Durante la Segunda Guerra Mundial, la ciudad se libró de los bombardeos gracias a su vecindad con Suiza, pero sí sufrió otras desgracias de la guerra, como la expulsión de su población judía y la desaparición de su sinagoga. Un monolito entre las calles Bahnhofstrasse y Sigismundstrasse recuerda los nombres de los 108 últimos ciudadanos judíos de la ciudad (algunos de ellos familias completas) que fueron expulsados el 20 de octubre de 1940 con dirección a los Campos de concentración nazis. Pocos años antes, la población judía del municipio era de cerca de un millar de personas.

## Educación
|  | Universidad                                    | Fundación | Acrónimo | Tipo                |
|  | ---------------------------------------------- | --------- | -------- | ------------------- |
|  | Universidad de Constanza                       | 1966      | UK       | Universidad pública |
|  | Universidad de Ciencias Aplicadas de Constanza | 1906      | HTWG     | Universidad pública |

Por otra parte, la ciudad alberga una universidad propia fundada en el año 1966 y una universidad de ciencias aplicadas, lo que hace que tenga un porcentaje de población juvenil (tanto alemana como extranjera) bastante considerable en comparación con el tamaño del municipio.

### Lingüística
Dentro de los ámbitos lingüísticos y universitarios, la ciudad es conocida internacionalmente por la llamada Escuela de Constanza, que dio a luz en su universidad la conocida Teoría de la recepción, de mano de los lingüistas Hans Robert Jauss (catedrático de esta universidad) y Wolfgang Iser.

## Monumentos

### Casco antiguo

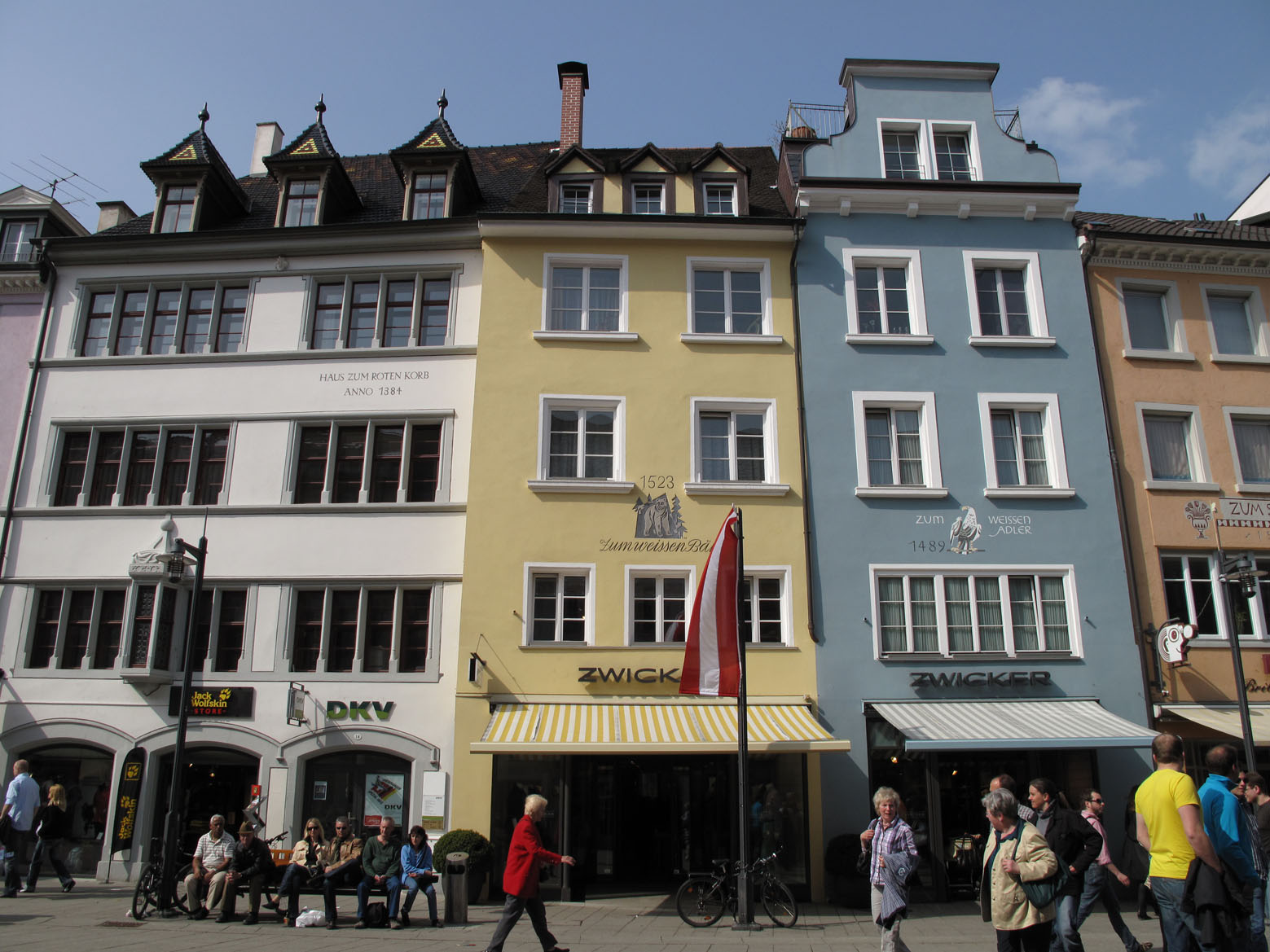
Casas en la Markstätte, plaza principal de la ciudad de Constanza, a escasos metros del Konzil.

El casco antiguo y, por lo tanto, lugar de máximo interés de la ciudad se encuentra en la orilla sur del Rin, donde sólo existe esta porción de tierra alemana rodeada por territorio suizo. Desde el mismo puente sobre el Rin (Rheinbrücke) que accede al casco antiguo desde el norte de la ciudad, se observan dos de los monumentos más característicos de la ciudad: las torres de Pulverturm y Rheintorturm, de origen medieval.
Más hacia el centro de la ciudad antigua destacan las plazas más importantes, la Markstätte y la Münsterplatz, donde, como indica su nombre, se halla la catedral de Nuestra Señora. Dentro de la misma es destacable la cripta románica primigenia, construida entre los años 1052 y 1089 y situada bajo el altar actual. En los meses de verano, la torre de 76 metros del edificio está abierta al público y permite unas espléndidas vistas del lago. Como cabe esperar en todo edificio europeo de estas características, el edificio románico original tiene importantes elementos y modificaciones góticas y barrocas posteriores.
También en la Münsterplatz se encuentran los restos de una fortaleza romana, los cuales son perfectamente visibles por medio de una pirámide acristalada en el suelo de la plaza, a los pies mismos de la catedral.

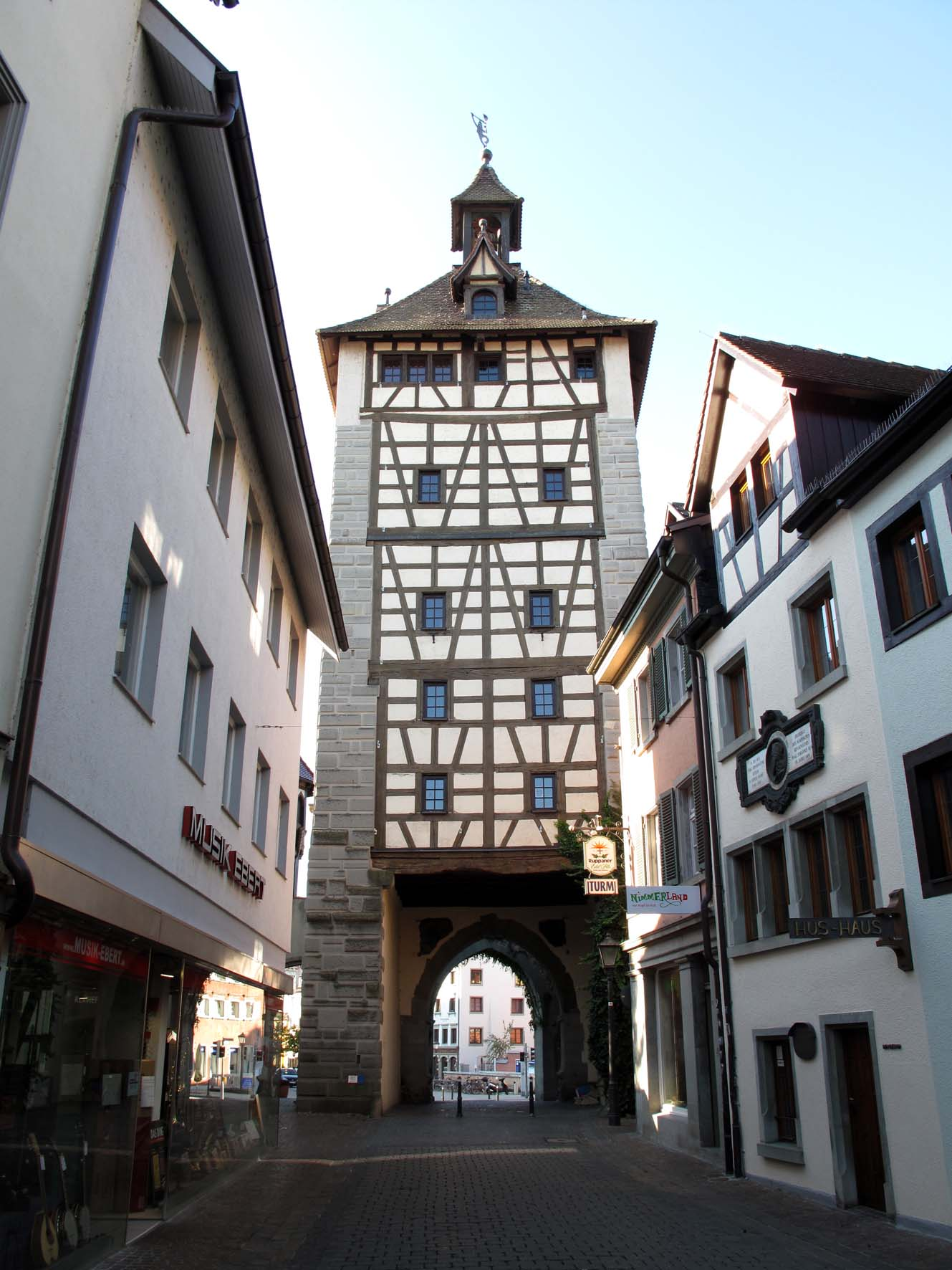
La puerta "Schnetztor" desde el interior de la muralla de Constanza.

Numerosas calles del centro histórico de la ciudad, como la Wessenbergstrasse o la Rosgartenstrasse, poseen gran cantidad de edificios medievales con bonitos balcones y pinturas en las que se puede leer la fecha de su construcción, nombre o gremio. Muchas de ellas son anteriores al siglo XV y entre las posteriores destacan también interesantes edificios barrocos.
La Wessenbergstrasse, una de las arterias principales del casco antiguo de la ciudad, desemboca en la Hussenstrasse  y esta a su vez en la torre Schnetztor, puerta principal de la muralla antigua de la ciudad, parte de la cual todavía se conserva, y salida directa hacia la ciudad de Kreuzlingen, ya en Suiza, pero completamente integrada con Constanza, con la que forma un mismo núcleo urbano.

### El puerto

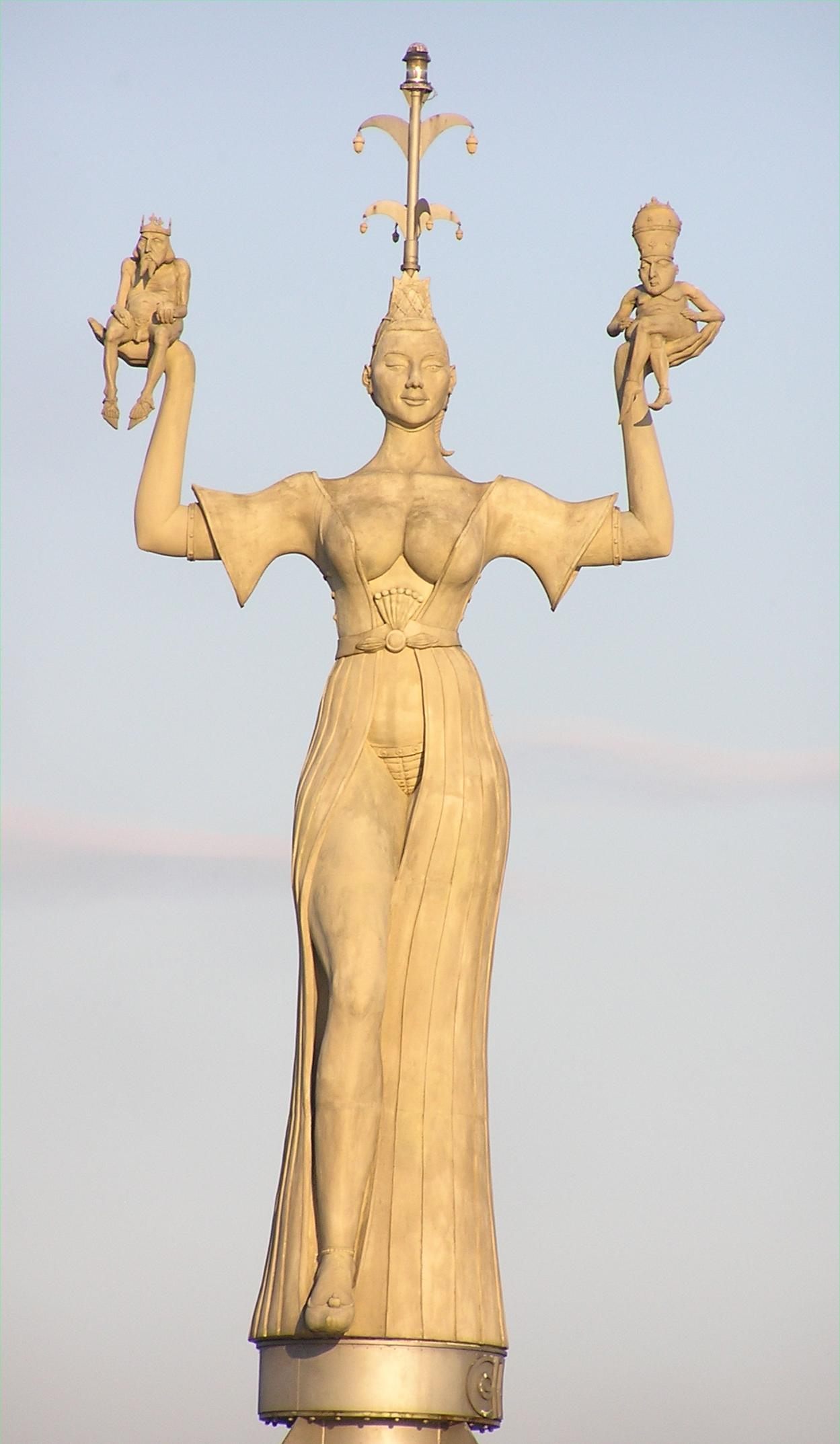
Imperia

En pleno centro de la ciudad se encuentra el puerto principal de la ciudad, que es asimismo el mayor del lago. Junto al puerto se levanta la estatua Imperia, obra del escultor Peter Lenk, erigida en 1993. Está hecha de hormigón, tiene 9 m de altura y pesa 18 toneladas. Cada 4 minutos da un giro completo sobre su eje. En el zócalo hay una instalación para medir el nivel del agua. La estatua recuerda satíricamente al Concilio de Constanza (1414-1418) y representa una cortesana voluptuosa con un gran escote. En sus manos en alto sostiene dos hombrecillos desnudos. El que está en la mano derecha porta la corona del emperador (Kaiser) y tiene en la mano el globo imperial (orbe (joya)). La figura en la mano izquierda tiene la cabeza cubierta por una tiara papal y está sentada con las piernas cruzadas. No está claro si las figuras son retratos de gobernantes en la época del concilio (el emperador Segismundo y el papa Martín V) o si se trata de personificaciones del poder mundano y espiritual.
A escasos metros está el edificio más importante de la localidad, el llamado Konzil, en una amplia y cuidada zona ajardinada donde se levanta una estatua en homenaje al Conde Zeppelin, el hijo más conocido del municipio.

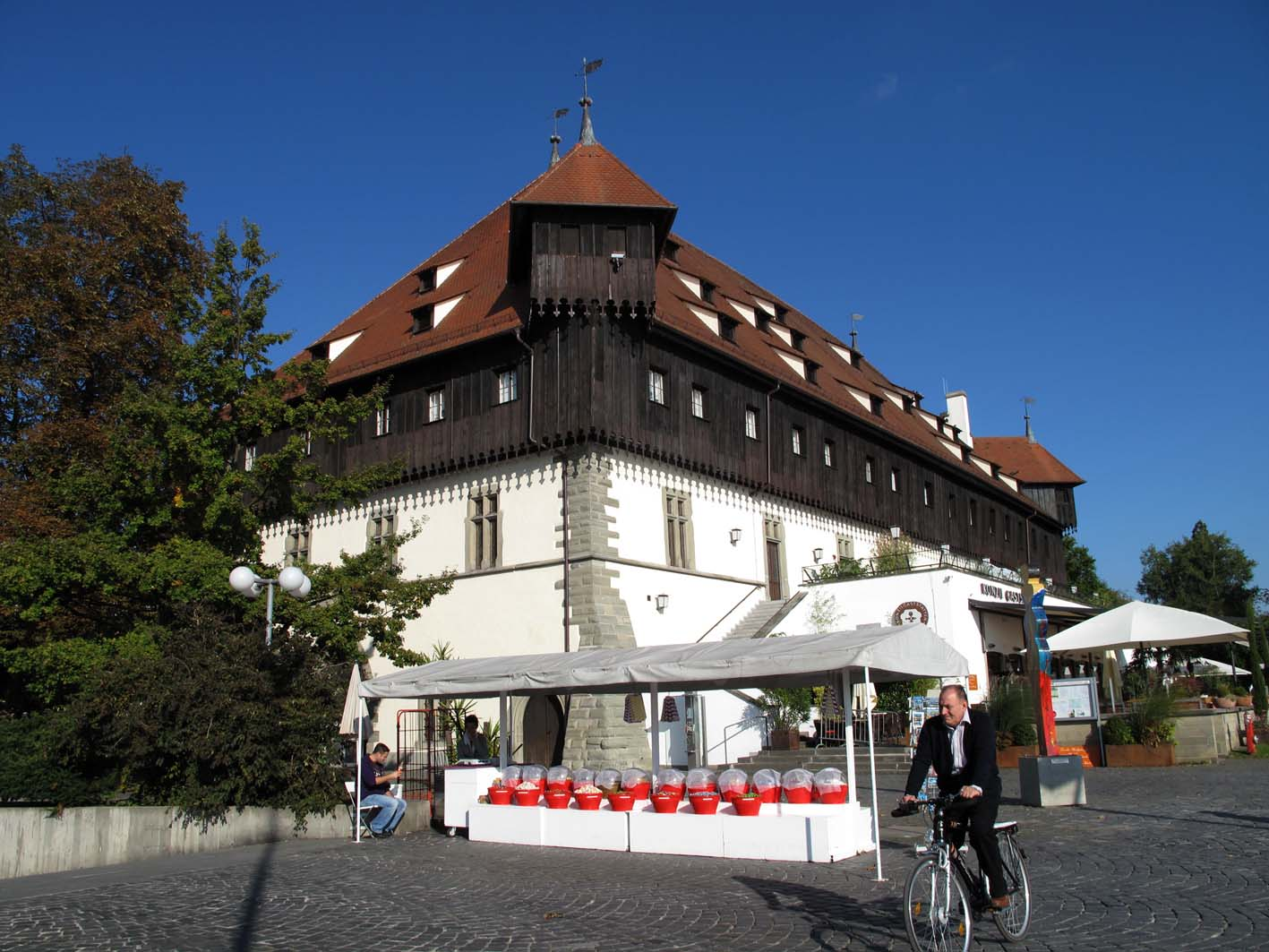
Edificio del Konzil, en el cual se desarrolló el concilio del.

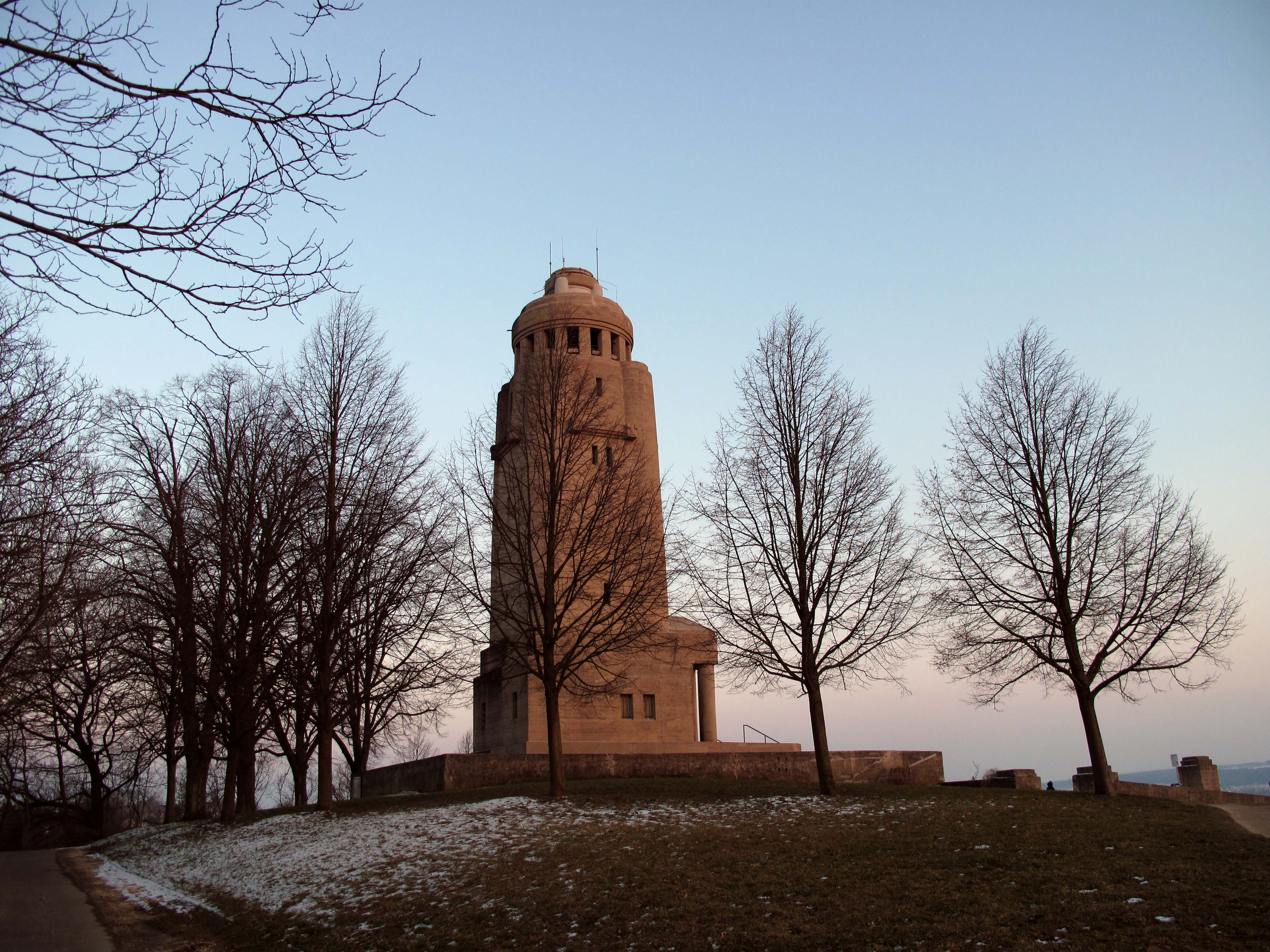
Torre en homenaje a Bismarck erigida en uno de los puntos más altos de la ciudad y rodeado de viñas.

## Entorno
Entre los lugares especialmente interesantes y cercanos, ya que forman parte de la misma ciudad, están las islas de Mainau (o isla de las flores) y Reichenau, cuyo monasterio figura entre las obras declaradas Patrimonio de la humanidad por la Unesco. Ambas islas naturales están unidas actualmente a la tierra por medio de puentes. Aunque en Suiza, pero todavía más cercanos, se hallan el núcleo urbano de Kreuzlingen y numerosos pueblos pintorescos de especial belleza como Gottlieben.
A escasas decenas de kilómetros de Constanza y formando parte de su distrito están las localidades de Singen (Hohentwiel) y Radolfzell am Bodensee.
Desde Constanza se accede también fácilmente a la otra orilla del lago, con transporte fluvial directo a las ciudades de Meersburg y Friedrichshafen, que tiene aeropuerto. Además se encuentra cerca de la Selva Negra y de la ciudad de Friburgo de Brisgovia, así como de interesantes ciudades suizas cercanas, como San Galo, Zúrich, Basilea o Schaffhausen, donde se encuentran las cascadas del Rin, las más grandes de Europa.

## Economía
El encanto de Constanza, que fue una de las pocas ciudades del país que no fue destruida durante la Segunda Guerra Mundial, atrae a visitantes de todo el estado y en particular de Stuttgart. La región tiene una climatología notablemente más benévola que otras de Alemania y es un importante destino turístico, tanto por sí misma como por encontrarse ubicada colindando con Suiza y en el entorno de la ciudad de Zúrich y los Alpes suizos.
Uno de los principales motores económicos de la región ha sido históricamente la producción de vino, encontrándose en el centro histórico de la ciudad numerosas bodegas donde degustar sus caldos.
Constanza constituye uno de los principales puentes para los intercambios comerciales entre Suiza y la Unión Europea (UE), siendo un lugar concurrido del comercio fronterizo para residentes suizos que acuden a las tiendas y supermercados de la ciudad.

## Personajes célebres
- Thiota (siglo IX), profetisa apocalíptica.
- Ferdinand von Zeppelin
- Hans-Robert Jauss
- Wolfgang Iser
- Hermann von Reichenau
- Jan Hus
- Ian Murdock
- Gaby Hauptmann
- Georg Elser, primer alemán que atentó contra Hitler por iniciativa propia. No era ciudadano de Constanza, pero fue detenido en su frontera, tratando de pasar a Suiza.